# Matija Franko
Matija Franko, slovenski športnik, trener in športni delavec  * 14. marec 1934, Kranj, † 4. marec 2021, Šempeter pri Gorici.

## Življenje
Matija Franko je bil športnik, trener in športni delavec, ki je dal pomemben prispevek začetkom in razvoju atletike, alpskega smučanja in športa nasploh v Novi Gorici in Sloveniji. Prve športne korake je naredil v rojstnem Kranju, kamor so se kot begunci med prvo svetovno vojno iz Solkana, preko Ljubljane, preselili njegovi predniki.
Po osnovni šoli se je vpisal na Gimnazijo v Kranju, srednješolsko izobraževanje pa je nadaljeval na Gozdarski srednji šoli v Ljubljani, kjer je petletno šolanje zaključil z diplomskim izpitom junija 1957. Takoj po diplomskem izpitu je dobil prvo zaposlitev na Gozdnem gospodarstvu Nova Gorica.
Od športov sta ga najbolj privlačila atletika in smučarski skoki. Atletiki se je predajal v poletnih mesecih in se ukvarjal s skokom v višino, skokom ob palici in teki, predvsem štafetnimi. Pozimi je z vrstniki iz snega gradil manjše skakalnice na katerih je naredil prve korake v svet smučarskih skokov.  Za šport in še posebej smučarske skoke je navdušil številne sovrstnike, med njimi tudi kasnejšega svetovnega rekorderja Jožeta Šlibarja (141 m, Oberstdorf 1961). 
V dijaških letih v Ljubljani se je že leta 1953 pridružil skakalcem v Smučarskem klubu Enotnost, predhodniku današnjega Smučarskega skakalnega kluba Ilirija. Vrhunec športne kariere je dosegel leta 1957, ko je v skokih zmagal na zimskih šolskih igrah Slovenije in kot član reprezentance SFR Jugoslavije nastopil na Smuških poletih Planica 1957 (7–10. marec 1957) na Bloudkovi velikanki. V tretji seriji je dosegel osebni rekord s skokom 97,5 m. S tem se je vpisal tudi med planiške junake, kot je zapisal časopis Delo le leto po tem, ko je v sezoni 1961/62 po hudem padcu zaključil aktivno športno pot.
Po preselitvi nazaj v Solkan je bilo možnosti za smučarske skoke v domačem okolju malo. Kljub temu je organiziral tečaje za mladino in lokalna tekmovanja (Lokve, Livek, Log pod Mangartom), kot sodnik ali član tehničnih služb pa je deloval tudi na velikih mednarodnih tekmovanjih, največkrat v Planici. Po letu 1962 se je vse bolj posvečal trenerskemu delu v atletiki in kasneje v alpskem smučanju.
Bil je tudi ljubiteljski fotograf in s posnetimi diapozitivih predaval v okviru Planinskega društva Nova Gorica, katerega dolgoletni član je bil ter na osnovnih šolah na Goriškem, kjer je na mlade prenašal znanje o gozdu in naravi. Leta 1968 je na natečaju Foto kluba Nova Gorica Pomlad 68 - I. primorska razstava diapozitivov prejel drugo nagrado za predstavljeno kolekcijo diapozitivov.

## Trenersko in organizacijsko delo v atletiki
Pomemben pečat je pustil kot prvi trener v Atletskem klubu Nova Gorica (1963–1966), ki ga je tudi pomagal ustanoviti skupaj s somišljeniki Emanuelom Šinkovcem, prvim predsednikom AK Gorica, Vladom Krpanom, Jožetom Pucom, Gvidom Madonom, Miho Ravnikom, Normo Simoniti, Antonijo Kofol in med njimi tudi z bratom Andrejem, kasnejšim predsednikom kluba v letih 1973–1975 in 1980–1982. Kot član izvršnega odbora AK Gorica je Matija Franko deloval že od ustanovitve kluba 1962 pa vse do leta 1965. Njegove varovanke so že leta 1964 postale ekipne prvakinje Slovenije v kategoriji mlajših mladink. Leto kasneje pa so tako mlajše mladinke kot mlajši mladinci AK Gorica postali zmagovalci Pokala Slovenije. Vzgojil je več mladinskih državnih prvakov in reprezentantov ter kasnejših trenerjev in športnih pedagogov (med njimi Vojko Orel, Jure Novak). Leta 1967 je bil izvoljen za člana Izvršnega odbora in člana Odbora za kvalitetno atletiko pri Atletski zvezi Slovenije.

## Trenersko in organizacijsko delo v alpskem smučanju
Poseben izziv je videl v razvoju smučanja na Goriškem, ki se mu je posvetil v Smučarskem klubu Gorica (1969–1975). V SK Gorica je deloval kot trener, tehnični vodja in tudi kot predsednik kluba (1969–1972). Leta 1976 je bil izbran med trenerje pionirske državne reprezentance v alpskem smučanju, še naprej pa je deloval tudi kot trener v mladinskih klubskih vrstah. Ekipa, ki jo je 1977 ob boku Janeza Šmitka vodil na najelitnejšem tekmovanju za mlajše kategorije »Trofeo Topolino«, je zasedla 2. mesto. V njej so nastopali kasnejši svetovni asi Rok Petrovič (takrat tudi prvi Slovenec, ki je zmagal na tem tekmovanju in kasnejši petkratni zmagovalec slalomskih tekem v svetovnem pokalu ter zmagovalec Svetovnega pokala v slalomu in dobitnik malega kristalnega globusa v sezoni 1985/1986), Tomaž Čižman (3. mesto v superveleslalomu na Svetovnem prvenstvu v alpskem smučanju 1989), Metka Jerman (8. mesto v slalomu na Svetovnem prvenstvu v alpskem smučanju v Schladmingu 1982), Andreja Leskovšek in drugi uspešni reprezentanti.
Rezultati njegovega trenerskega dela so kulminirali v osvojitvi prve slovenske medalje na Zimskih olimpijskih igrah 1984 v Sarajevu (Jure Franko, srebrna medalja v veleslalomu).
Leta 1984 je kot priznanje za dolgoletno uspešno delo na področju telesne kulture prejel Zlato Bloudkovo značko, leta 2013 zlato medaljo AK Gorica ob 50-letnici Kluba, leta 2019 pa Častno priznanje SK Gorica za dolgoletno uspešno sodelovanje pri razvoju smučanja na Goriškem.
Po Matiji Franku je poimenovan štipendijski sklad za športnike študente pri Fundaciji Univerze v Novi Gorici.